# Egil Johansen
Egil Flemming Johansen (ur. 30 kwietnia 1962 w Oslo, zm. 19 września 2023 tamże) – norweski piłkarz występujący na pozycji pomocnika.

## Kariera klubowa
Johansen karierę rozpoczynał w sezonie 1980 w czwartoligowym zespole Bøler IF. W 1983 roku został graczem pierwszoligowej Vålerenga Fotball. W sezonach 1983 oraz 1984 zdobył z nią mistrzostwo Norwegii. Z kolei w sezonach 1983 oraz 1985 wraz z Vålerengą dotarł do finału Pucharu Norwegii.
Pod koniec 1987 roku Johansen przeszedł do belgijskiego KSK Beveren. Grał tam do końca sezonu 1987/1988, a potem wrócił do Norwegii, gdzie został zawodnikiem trzecioligowego Frigg Oslo FK. W sezonie 1988 awansował z nim do drugiej ligi. W 1990 roku ponownie przeszedł do Vålerengi, nadal grającej w pierwszej lidze. W sezonie 1990 spadł z nią jednak do drugiej. W 1992 roku wrócił do Bøler IF, gdzie w tym samym roku zakończył karierę.

## Kariera reprezentacyjna
W reprezentacji Norwegii Johansen zadebiutował 20 czerwca 1984 w wygranym 1:0 towarzyskim meczu z Islandią, w którym strzelił także gola, który był jednocześnie jego jedynym w kadrze. W tym samym roku znalazł się w zespole na Letnie Igrzyska Olimpijskie, zakończone przez Norwegię na fazie grupowej. W latach 1984–1987 w drużynie narodowej rozegrał 8 spotkań.